# Наш паровоз (песня)
«Наш паровоз» — песня, написанная комсомольцами Киевских главных железнодорожных мастерских. Впервые исполнена на демонстрации 7 ноября 1922 года в Киеве. В исходном варианте в первых строках упоминалось об активном участии рабочих Главных мастерских в Январском восстании на стороне большевиков во время Гражданской войны на Украине, в боях  против гайдамаков Центральной Рады, но впоследствии получил распространение более универсальный текст, где специфичный для рабочих Украины враг был заменён на общие для всех «белые отряды».

## История создания
Песня была создана по инициативе комсомольцев Киевских «Главных железнодорожных мастерских» в ходе подготовки к празднованию пятилетия Октябрьской революции в 1922 году. За текст отвечал Анатолий Красный (Спивак), редактор стенной газеты, взявший за основу стихи комсомольца Бориса Скорбина. Автором музыки считается Павел Зубаков (1891—1942), слесарь мастерских, руководитель заводского оркестра самодеятельности. Мелодия похожа на немецкую народную песню «Аргонский лес в полночный час» (нем. «Argonnerwald»), и на вальс В. Беккера «Царица бала». Так же возможно заимствование музыки из песни «Марш Алексеевского полка» времён Первой мировой войны, написанной не позднее 1915 года.
В научной и публицистической литературе встречаются версии о заимствовании музыки из песен, популярных в «белых отрядах». Известна похожая белогвардейская песня дроздовцев, написанной на слова И. В. Виноградова, которая так же могла послужить основой для «комсомольского» варианта песни. Так же есть предположение, что музыка данной песни была позаимствована из военно-патриотической песни Первой мировой войны, ставшей впоследствии песней Алексеевского полка Добровольческой армии («Пусть свищут пули, льётся кровь…»):7-8.